# (+)-Naloxone
Il (+)-naloxone (letto "plus-naloxone", e detto anche destro-naloxone) è l'enantiomero di sintesi del farmaco oppioide-antagonista naloxone. Diversamente dal naloxone, il (+)-naloxone non presenta una affinità significativa per i recettori dei farmaci oppioidi, ma si è scoperto che agisce come antagonista non competitivo della proteina Toll-Like Receptor 4. I recettori di questa proteina nel cervello sono coinvolti nella risposta del sistema immunitario, e l'attivazione della LTR-4 a sua volta induce l'attivazione del tessuto gliare e il rilascio di mediatori della risposta infiammatoria, quali il TNFα e l'Interleuchina 1-beta (IL-1β).

## Relazione della TLR-4 con gli oppioidi
Riguardo agli enantiomeri di vari farmaci oppiacei, sia naturali che sintentici, quali morfina, petidina, fentanyl, metadone e buprenorfina, così come alcuni metaboliti inattivi quali la morfina-3-glucuronide, si è scoperto che agiscono come antagonisti (non competitivi) della proteina LTR-4, e che di conseguenza un uso protratto di questi farmaci causa un costante riduzione della quantità rilasciata di varie sostanze, tra le quali TNF-α e IL-1β.
Si è ipotizzato che questo fatto sia il responsabile di vari degli effetti collaterali noti per i farmaci oppiacei ad uso analgesico, come la perdita di efficacia (potere analgesico) a seguito di una somministrazione prolungata nel tempo e il relativo sviluppo di tolleranza e dipendenza, effetti collaterali come iperalgesia e allodinia, che portano alla conseguenza finale per cui gli analgesici nel lungo termine falliscono nel trattare il dolore neuropatico, ed anzi finiscono per rafforzare e peggiorare il sintomo.

## Applicazione del (+)-naloxone e relativi farmaci
Si è scoperto che diversi farmaci oppioidi-antagonisti agiscono anche come antagonisti della LTR-4, come il naloxone e il naltrexone, usato anche come anti-oppiaceo in associazione alla morfina.
Si è scoperto anche che agiscono come antagonisti della LTR-4 non solo il farmaco base, e gli enanatiomeri normali (quelli sinistri, indicati col segno "-"), ma anche quelli destri (indicati col segno "+"), con l'unica eccezione del nalmefene, il cui enantiomero + si è invece rivelato inattivo.
Fra tutti questi farmaci, soltanto il (+)-naloxone e il (+)-naltrexone hanno evidenziato la minore affinità ai recettori degli oppioidi, e quindi la più lieve attenuazione del potere analgesico dei farmaci oppioidi. Possono quindi essere usati per contrastare gli effetti collaterali degli oppioidi-agonisti mediati dalla LTR-4, senza toccare il potere analgesico.
Soprattutto, il (+)-naloxone riduce gli effetti di rinforzo del sintomo detti in precedenza, che i farmaci analgesici manifestano nel lungo termine.
Si è anche scoperto che il (+)-naloxone ha effetti neuroprotettivi, sia il (+)-naloxone che (+)-naltrexone negli studi su animali si sono mostrati efficaci nel contrastare i sintomi del dolore neuropatico.
Il (+)-naloxone si è mostrato efficace nel ridurre gli effetti di varie sostanze stimolanti, cosa che suggerisce che potrebbe avere ulteriori azioni per un maggiore antagonismo della LTR-4 (ad esempio come antagonista del recettore sigma).